# Vigilante (cómic)
Los Vigilantes son una raza de extraterrestres ficticios que aparecen en los cómics estadounidenses publicados por Marvel Comics. Se les suele representar como seres todopoderosos que vigilan los multiversos ficticios en los que transcurren las historias, y no se les permite interactuar con otros personajes, aunque lo han hecho en varias ocasiones, cuando la situación así lo exigía. Creado por Stan Lee y Jack Kirby, el primer Vigilante en aparecer en los cómics, llamado Uatu debutó en Fantastic Four # 13 (abril de 1963).
Los Vigilantes, principalmente Uatu, han aparecido en varias formas de medios fuera de los cómics. En Marvel Cinematic Universe, aparecieron por primera vez en la película Guardianes de la Galaxia vol. 2 (2017); Uatu (con la voz de Jeffrey Wright) tiene un papel principal en la serie en curso de Disney+, What If...? (2021).

## Biografía
Los Vigilantes son una de las especies más antiguas del universo y se comprometen a observar y compilar el conocimiento de todos los aspectos del universo. Esta política de no interferencia total comenzó a existir debido a un intento anterior y bien intencionado de los Vigilantes de otorgar conocimiento avanzado sobre los prosilicanos, que utilizaron la tecnología nuclear obtenida para crear armas y autodestruirse. Cuando los Vigilantes regresaron a Prosilicus, los sobrevivientes los culparon de haber causado la catástrofe al darle a los prosilicanos la tecnología nuclear antes de que estuvieran listos para ello. Los Vigilantes luego tomaron la promesa de nunca interferir con otras civilizaciones.
A pesar de esto, el Vigilante Uatu se ha revelado al equipo de superhéroes, Los 4 Fantásticos, contándoles sobre su raza. En su primera aparición, los hizo luchar contra el Fantasma Rojo y sus Super-Simios por el control de la Luna. Felicitó a Reed Richards y afirmó que iría a una parte más distante de la Galaxia para observar a la humanidad. Él los ayuda en varias ocasiones contra amenazas globales como el Hombre Molécula, Galactus, y la Mente Suprema. El Líder descubrió su existencia y lo rastreó a su mundo. Él transportó a Hulk allí para obtener la Máxima Máquina, que contiene toda la información en el Universo. Hulk luchó contra el anfibio Qnax, que también había sido enviado a recuperar la máquina. El Vigilante los transportó lejos de sus máquinas para luchar, y cuando Hulk ganó, transportó a Qnax de regreso a su mundo natal. Luego llevó a Hulk a su base, donde Hulk tomó la Máquina a pesar de las advertencias del Vigilante. El Líder lo transportó de regreso a la Tierra e intentó usar el dispositivo. Sin embargo, la gran cantidad de conocimiento resultó demasiado para el Líder. Cayó al suelo, inmóvil, y Hulk supuso que había muerto de shock. Cuando Hulk intentó usar la máquina él mismo, Uatu le permitió escuchar la voz de Rick Jones, luego de lo cual Hulk retiró el dispositivo. El Vigilante luego transportó la Máxima Máquina de vuelta a su planeta. Después de una evidente interferencia con la misión del soldado Kree, Mar-Vell, Uatu es llevado a juicio por su propia raza, pero es liberado con la provisión de que nunca volverá a interferir directamente.
Más tarde, Uatu es desterrado por su raza para ayudar a los Cuatro Fantásticos contra la amenaza de su sobrino deshonesto, Aron, el Vigilante Renegado, que trata de destruir el universo. El Soñador Celestial luego escanea a Uatu y descubre que el Observador ha roto su pacto de no interferencia casi 400 veces. El Celestial también revela que los Vigilantes, al igual que los Celestiales, son servidores de un concepto llamado Fulcrum, con aparentes consecuencias para la interferencia. A pesar de esto, los otros Vigilantes han interferido en eventos de otras civilizaciones, aunque raramente, especialmente cuando el robot Omegex se acercó a la Vía Láctea y consideraron que era lo suficientemente peligroso como para actuar directamente contra él.
También hay una lengua en la mejilla astillada de la facción de los Vigilantes que se hacen llamar Los Críticos, que no solo observan los eventos, sino que también hacen críticas dramáticas a medida que ocurren. El único Crítico conocido se parece a otros Vigilantes, pero usa un bigote, barba de chivo, gafas de sol oscuras y, en lugar de toga, vestidos con un abrigo deportivo de tweed.
Cuando Nova visita brevemente a Uatu y lo ve observando varias realidades alternativas, descubre que el padre de Uatu era el Vigilante que originalmente le dio tecnología nuclear a los prosilicanos, con la búsqueda de Uatu de universos paralelos motivados por el deseo de encontrar el único mundo donde el acto de su padre de la caridad se demostró que era lo correcto. Tres de los hermanos y hermanas de Uatu rompieron su voto de no interferencia al juzgar a Nick Fury y fusionar lo que quedaba de Uatu con Nick Fury convirtiéndolo en un híbrido Humano/Observador que encadenaron a una roca.
Cuando el Invisible convoca a Blink y le cuenta las cosas que suceden en el Gran Multiverso, criaturas terribles que están destruyendo el tiempo, el espacio y la dimensión, y le dice que el dispositivo la elige para actuar como protectora de la estructura misma del Multiverso. Esta interferencia en la corriente temporal hace que una facción de Vigilantes lo asalte con el objetivo de poner fin a su participación, incluso si eso significa el fin del Multiverso.

### La Primera Carrera
A raíz de la historia de "Empyre", cuando los extraterrestres parecidos a plantas pacifistas conocidos como los Cotati fueron derrotados después de librar una guerra contra la Tierra, los Kree y los Skrulls, el Invisible usa sus poderes para inspeccionar las armas utilizadas por los Cotati, para descubrir que proviene de tecnología antigua que es anterior a los Ancianos del Universo, los Asgardianos e incluso los Celestiales. Una vez que se da cuenta de que es de la antigua "Primera Raza", el Invisible se siente abrumado por la energía cuando un Uatu tuerto vuelve a la vida. Cuando lo Invisible le exige que diga algo, todo lo que Uatu puede decir es "Habrá... un ajuste de cuentas".
Después de usar la Cyclopedia Universum para ver todo lo que había sucedido durante su ausencia, incluido cómo Nick Fury se convirtió en el Invisible, Uatu liberó a Fury de su castigo y le dijo que las armas misteriosas utilizadas por los Cotati fueron creadas con la tecnología de los Vigilantes. Uatu se dispuso a prepararse para un conflicto que se avecinaba, el regreso de "la Primera Guerra", y reclutó a Fury para que actuara como su agente.

### La Primera Guerra
Después de que Uatu se dio cuenta de que la tecnología Vigilante de "la Primera Guerra" se había extendido por todo el universo gracias a un grupo llamado "The Reckoning", convocó a sus hermanos y hermanas a una reunión, ya que incluyeron una cláusula en su voto sagrado de que sería permitido interferir si el ajuste de cuentas regresa. Sin embargo, los Badoon lo estaban observando y destruyeron la luna, con Uatu y Fury en ella. Esto termina siendo el preludio de una invasión de los Badoon a la Tierra. A medida que los escombros de la luna comienzan a llover sobre la Tierra, los diversos equipos y héroes con base en la Tierra luchan contra la invasión e intentan salvar el planeta, mientras que los Cuatro Fantásticos viajan al espacio y encuentran a Fury, quien revela lo que está sucediendo. Esto lleva a Reed a acceder a la Cyclopedia Universum, que almacena el conocimiento de todos los Vigilantes para aprender más sobre el Ajuste de Cuentas y los propios Vigilantes.
Resulta que hubo un tiempo en que el resto del Universo aún era muy joven y, sin embargo, una raza ya había avanzado antes que todas las demás. Podían transformar sus propios cuerpos en luz y viajar a donde quisieran en un abrir y cerrar de ojos y dondequiera que fueran, pronto comenzaron a ser llamados los Luminosos por las otras especies. Se creían amables y generosos y, por lo tanto, compartían sus dones con otras civilizaciones menores y primitivas. Una de estas civilizaciones fueron los prosilicanos que, sin la guía de los Luminosos, descubrieron otros usos para la tecnología dotada que se adaptaba a su propia naturaleza salvaje. Si bien el error que cometieron los Luminous con los Prosilicans llevó a la raza a tomar su famoso voto sagrado de "solo observar y nunca interferir con los demás", que es como se convirtieron en los Vigilantes, la historia de los Prosilicans también va mucho más allá de la fábula conocida. En verdad, los prosilicanos habían usado la tecnología provista por Luminous para hacer la guerra contra todas las demás civilizaciones que existían en ese momento, lo que llevó a un conflicto final que acabó con las nueve décimas partes del universo después de que se usó un arma definitiva. Debido a las consecuencias tóxicas liberadas por el arma, Luminous instaló una barrera para evitar que devastara lo que quedaba del universo. El área afectada por la lluvia radiactiva finalmente se llamó Los Baldíos.

## Poderes y habilidades
Los Vigilantes son seres cósmicos que poseen la capacidad innata de lograr virtualmente cualquier efecto deseado, incluido el aumento de los atributos personales, la manipulación del tiempo y el espacio, la manipulación molecular, la proyección de energía y una amplia gama de poderes mentales. También tienen acceso a tecnología altamente avanzada.

## Vigilantes conocidos
- Acba: Un Vigilante que estuvo presente durante el colapso potencial del universo.[22]
- Aron: Un Vigilante renegado.
- Críticos: Una rama de los Vigilantes que comenta todo lo que observan.[23]
- Ecce: El Vigilante que encontró al recién nacido Galactus. A pesar de darse cuenta del peligro de su existencia, eligió no eliminarlo en su estado de indefensión contribuyendo así a su evolución en el Devorador de mundos.[24]
- Edda: Un Vigilante que estuvo presente durante el colapso potencial del universo.[22]
- Egma: Un Vigilante que estuvo presente durante el colapso potencial del universo donde vio la pelea de Quasar con Maelstrom y su maestro Oblivion.[22]
- Eihu: Un Vigilante que presenció y afectó el resultado de la batalla entre el Extraño y la Mente Suprema.[25]
- Emnu: El líder del Consejo Superior de Homeworld que se opuso al experimento de Prosilicus.[26]
- Engu: Un Vigilante que estuvo presente en el juicio de Uatu.[27]
- Eta: Una Vigilante que vive en la isla flotante llamada Weirdworld.[28]
- Aquel que convoca: el líder de los Vigilantes que se enfrentó a Exitar el Celestial.[29]
- Ikor: El padre de Uatu que propuso el experimento Prosilicus.[26]
- Ing: Un Vigilante que estuvo presente en el juicio de Uatu.[27]
- Ocam: Un Vigilante que presenció y afectó el resultado de la batalla entre el Extraño y la Mente Suprema.[25]
- El Uno: El repositorio de los conocimientos y observaciones colectivas de los Vigilantes a lo largo de los siglos.[30] Más tarde fue asesinado por Exitar el Celestial.[31]
- Otmu: Un Vigilante que opera en un sector de la galaxia Shi'ar.[32]
- Qyre: Un Vigilante que descubrió a los reclusos.[33]
- Talmadge: Un Vigilante recién nacido.[34]
- Ualu: Un Vigilante que estaba presente cuando Quasar luchó contra Otmu.[32]
- Uatu: originalmente asignado a la Tierra, Uatu fue el primer Vigilante en romper con los principios de no interferencia de su pueblo al aliarse con los Cuatro Fantásticos contra Galactus.[35]
- Uilig: Un Vigilante en la Tierra-691 que fue el sobreviviente del ataque del Dios Halcón contra los Vigilantes.[36]
- Ulana: Una mujer Vigilante y amante de Uatu.[37]
- Uravo: Una joven Vigilante que fue enviada a buscar a Uatu cuando abandonó su puesto en la Tierra.[38]
- Ute: Un Vigilante de la Tierra-374 quien contó la historia de Proctor a los Vengadores.[39]
- Vigilante del Calishee: Un Vigilante que observó el planeta Calishee.[40]
- Xecu
- Zoma: Una Vigilante que estuvo presente en el juicio de los reclusos bajo She-Hulk.[33]

## Otras versiones

### ¿Qué pasaría si...?
El Vigilante Uatu a menudo observa cómo los eventos clave del Universo Marvel de la Tierra-616 difieren en universos alternos y especula sobre las consecuencias relacionadas.

### Wha... Huh?
El Vigilante aparece como el anfitrión de la parodia de Marvel Comics. En la primera página aparece como un mirón.

### Tierra X
En la realidad alternativa de la Tierra X (Tierra-9997), los Vigilantes son esclavos de los Celestiales. Como castigo por su no interferencia durante el nacimiento de su archienemigo Galactus, los Celestiales fuerzan a los Vigilantes a observar la impregnación de los planetas recién formados con sus huevos Celestiales, y el eventual nacimiento del Celestial interior, que finalmente destruye ese planeta.

### Ultimate Marvel
En la serie limitada del universo alternativo Ultimate Marvel, Ultimate Origins, los Vigilantes se representan como máquinas que hablan a través de un host humano (Sue Storm). Eligen a Rick Jones como su "heraldo" para ayudar a los humanos a sobrevivir a una "crisis venidera".

## En otros medios

### Televisión
- Uatu hizo dos apariciones en la serie animada Cuatro Fantásticos en 1967, con la voz de Paul Frees.
- Uatu el vigilante apareció en el segmento de "Hulk" de la serie animada Los superhéroes de Marvel.
- Uatu hizo una pequeña aparición en la serie de dibujos animados X-Men, en el episodio "Dark Phoenix: Parte 3".
- Uatu hizo una aparición en la serie animada Los 4 Fantásticos, en 1994, con la voz de Alan Oppenheimer.
- Uatu hizo apariciones en la serie de dibujos animados Silver Surfer, con la voz de Colin Fox.
- Uatu aparece en el episodio de The Super Hero Squad Show, "Tremble at the Might of ... MODOK", con la voz de Dave Boat. Hace una aparición en la Big Really Amazing Amazing Immense Noggin Convention y le dice a MODOK lo que sucede en Big Head Super Team-Up # 141, hasta que MODOK lo interrumpe y le dice que obtendrá el Fractal infinito y lo usará para derrocar al Doctor Doom y derrotar al equipo de Superhéroes. Uatu solo dice: "Bueno, esto tengo que verlo". Alrededor del final del episodio, Uatu mira por la ventana mientras el Doctor Doom usa a MODOK como sujeto de prueba en su Cámara de Pruebas de Armas. Más tarde se lo ve en "This Al Dente Earth" sentado en un sillón reclinable, comiendo palomitas de maíz y tomando fotos con su teléfono celular de la batalla entre los héroes y Galactus.

### Marvel Cinematic Universe
Los Vigilantes aparecen en los medios ambientados en Marvel Cinematic Universe (MCU):
- Tres Vigilantes aparecen en la película de Guardianes de la Galaxia vol. 2 (2017) donde sus apariciones en primer plano son retratadas por Walt Linscott. Se ven tanto en la película como en la escena poscréditos. En estas escenas, un informante suyo (representado por Stan Lee) le cuenta al desinteresado grupo de Vigilantes las experiencias que ha tenido en la Tierra cuando se encuentran con él en un asteroide. Durante la parte poscréditos, los Vigilantes que se reúnen con su informante se despiden, ya que el informante les dice que son su único viaje de regreso a la Tierra. El director y guionista James Gunn ha declarado que la escena se creó debido a la teoría de los fanáticos en línea de que los cameos de Stan Lee en toda la franquicia se deben a su relación con los Vigilantes.[44]
- Un personaje inspirado en Uatu y catalogado como el Vigilante aparece en las series animadas de Disney+, What If...? (2021 - 2024) y Yo soy Groot (2023), con la voz de Jeffrey Wright.[45][46]La tercera y última temporada presenta a la Eminencia (con la voz de Jason Isaacs), el Encarnado (con la voz de D. C. Douglas) y el Verdugo (con la voz de Darin De Paul), quienes servirán como los principales antagonistas en el arco final de la serie.[47]

### Videojuegos
- Los Vigilantes se mencionan en Marvel: Ultimate Alliance. Si el jugador pregunta a Uatu acerca de los Vigilantes, Uatu mostrará un historial de la tecnología de introducción de los Vigilantes a los residentes de Prosilicus.

### Serie web
- El Vigilante es el título de una serie web que se ejecuta en la página oficial de YouTube de Marvel alojada y escrita por Lorraine Cink, que presenta noticias sobre cómics, películas, televisión y juguetes de Marvel.